# 海南匙羹藤
海南匙羹藤（学名：Gymnema hainanense）为夹竹桃科匙羹藤属的植物，为中国的特有植物。分布于中国大陆的海南等地，一般生于山坑密林中，目前尚未由人工引种栽培。